# Хайнрих фон Хевен
Хайнрих фон Хевен (на немски: Heinrich von Hewen, Heinrich VI. Freiherr von Hewen; * ок. 1398, Шварценбах, кантон Санкт Гален; † 1 септември 1462, Констанц) е фрайхер, епископ на Констанц в Германия (1436 – 1462) и апостолически администратор в епископство Кур в Швейцария (1441 – 1456).

## Живот
Син е на фрайхер Петер фон Хевен и графиня Берта (Анна) фон Верденберг. Сестра му Анна фон Хевен (1408 – 1484) е от 1429 г. абатиса на Фраумюнстер в Цюрих. Роднина е на Буркхард фон Хевен († 1398), епископ на Констанц (1387/1388 – 1398).
Хевен следва от 1415 г. първо във Виена, по-късно в Рим и Падуа. От 1423 г. той е катедрален декан в Страсбург, от 1424 г. пропст в Луцерн, 1426 г. домхер в Констанц и от 1435 до 1441 г. катедрален пропст на Констанц.
Хайнрих фон Хевен е избран на 4 август 1436 г. за епископ на Констанц. Папа Евгений IV го одобрява на 19 септември 1436 г. и той е помазан като епископ на Констанц. На 23 декември 1436 г. започва службата си. На 8 март 1441 г. той става апостолски администратор на Кур в Швейцария.